# Église Sainte-Madeleine de Segré
Pour les articles homonymes, voir Église Sainte-Madeleine.
L'église Sainte-Madeleine est une église située à Segré, en France.

## Localisation
L'église est située dans le département français de Maine-et-Loire, sur la commune de Segré.

## Historique
À l'origine simple chapelle de plan rectangulaire, son portail ressemblait selon des habitants à celui de l'église du Lion-d'Angers. Elle est agrandie au fur et à mesure des besoins, « ressemblant à un marché couvert, dont souffrait l'amour propre des Segréens ».

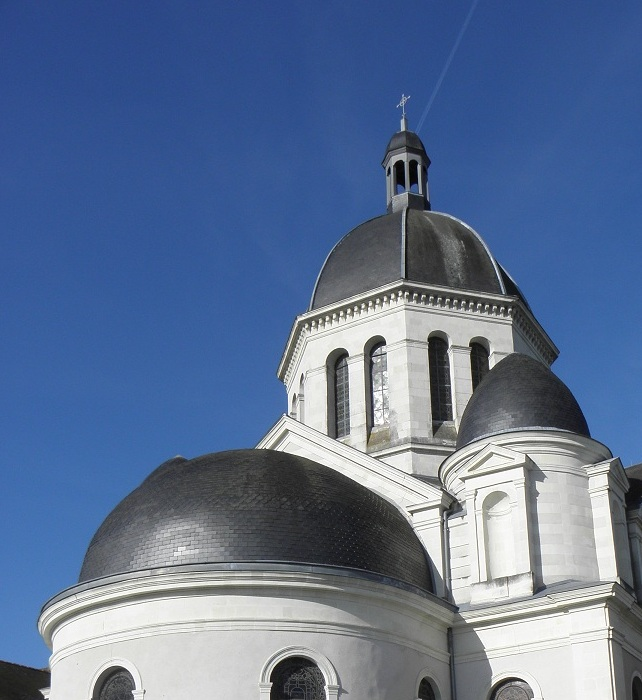
Extérieur au niveau du transept et vue sur le dôme.

Tombant en ruine, elle est totalement reconstruite entre 1835 et 1842, en agrandissant le terrain disponible par adjudication de la cure, jusqu'au bord du coteau de l'Oudon. La nouvelle église, construite par l'architecte Dellêtre, est décrit par Célestin Port comme « un simple rectangle de style néo-grec dans le goût du temps et sans prétention au grand art ». En 1887, le curé Toublanc décide de lancer une souscription pour embellir l'église. Au 1er décembre de la même année, il a pu réunir de la part de 400 souscripteurs 65 127,50 francs. Le coût des travaux prévus étant de 150 000 francs, il en reçu 25 000 de la commune de Segré et 10 000 de l'Etat. La fabrique emprunta le reste. Toublanc fait alors appel à l'architecte Auguste Beignet, qui a déjà livré le bâtiment de la Mairie de Segré. Il ajoute le chœur et le transept actuel, transformant le « vaisseau grec, froid, nu, sans style » en une « belle église de style italien ». Elle est inaugurée en présence de l'évêque et des élus le 7 avril 1896.
L'édifice est inscrit au titre des monuments historiques en 2007. Une restauration en quatre phases démarre en septembre 2013, pour un coût de 900 000€.

## Architecture

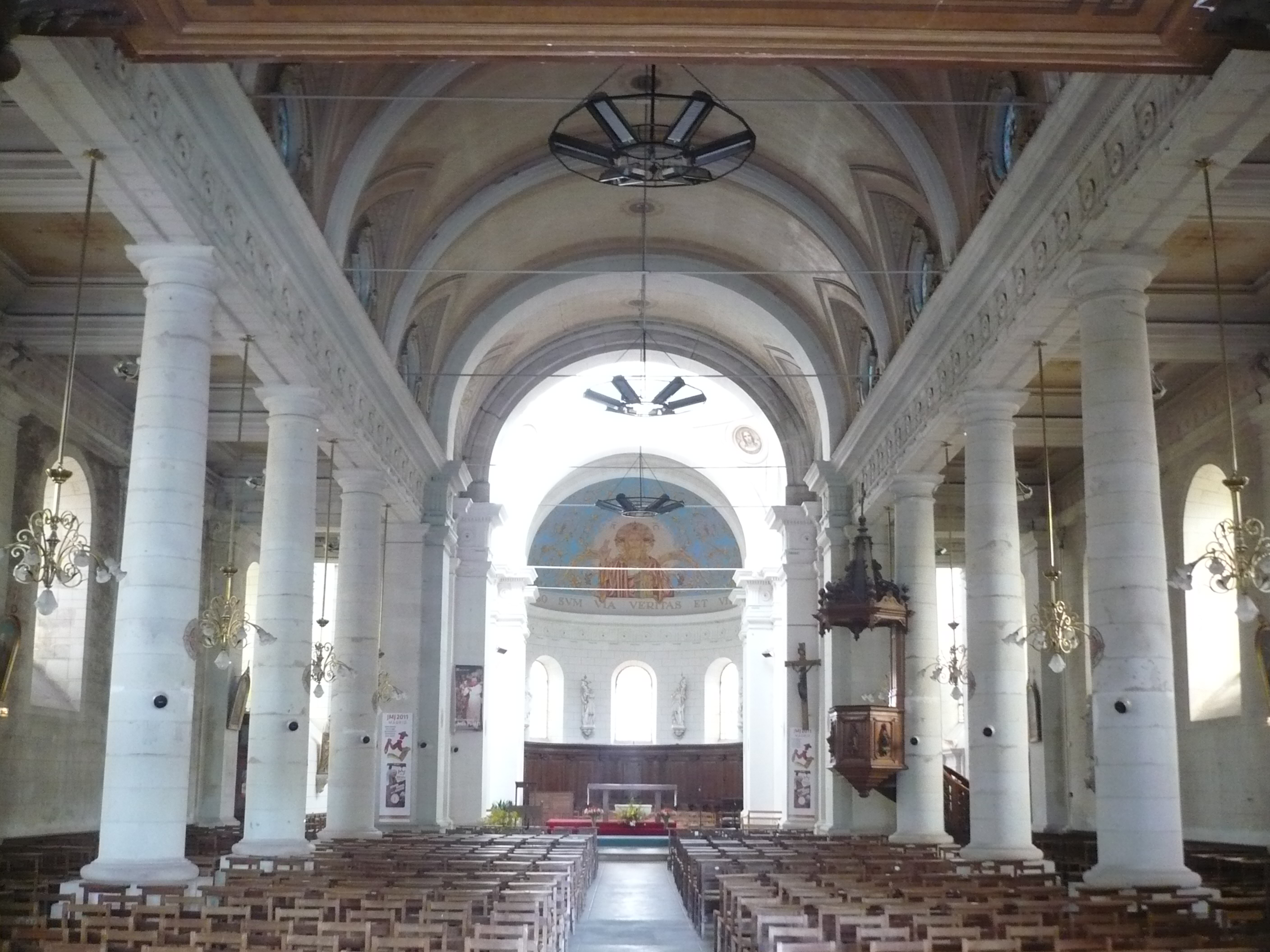
Nef de l'église
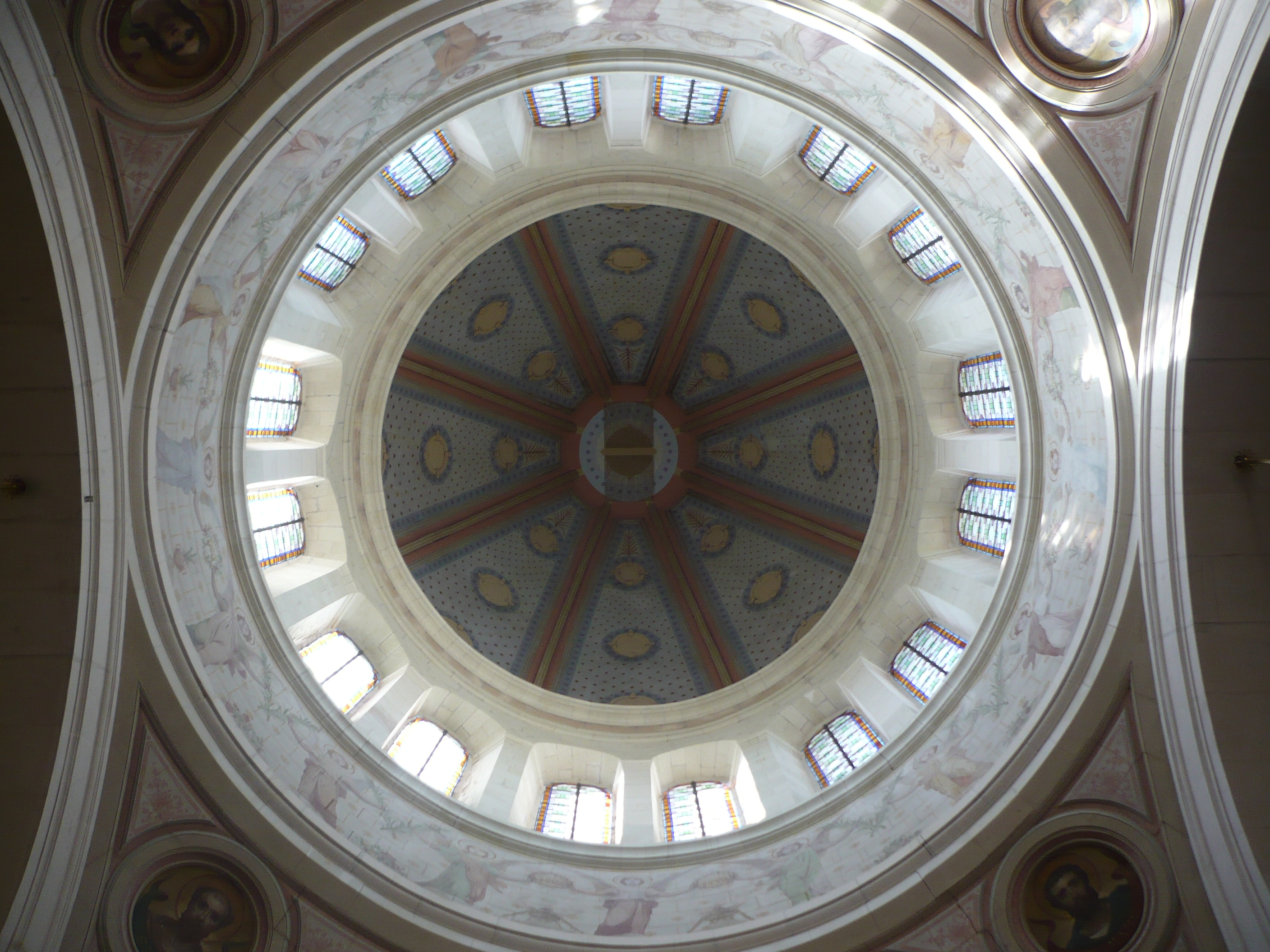
Coupole depuis l'intérieur.
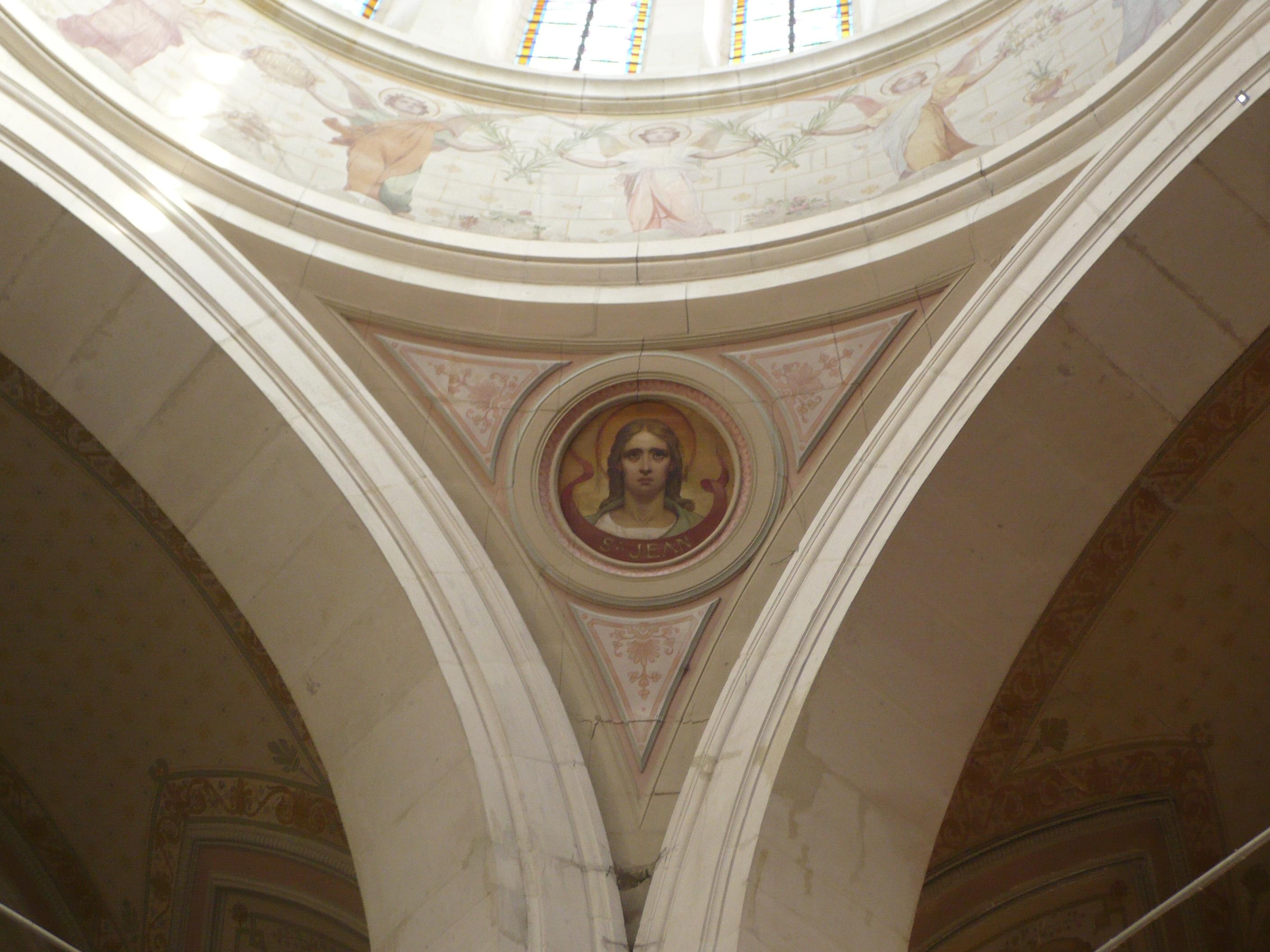
Pendentif de la coupole.
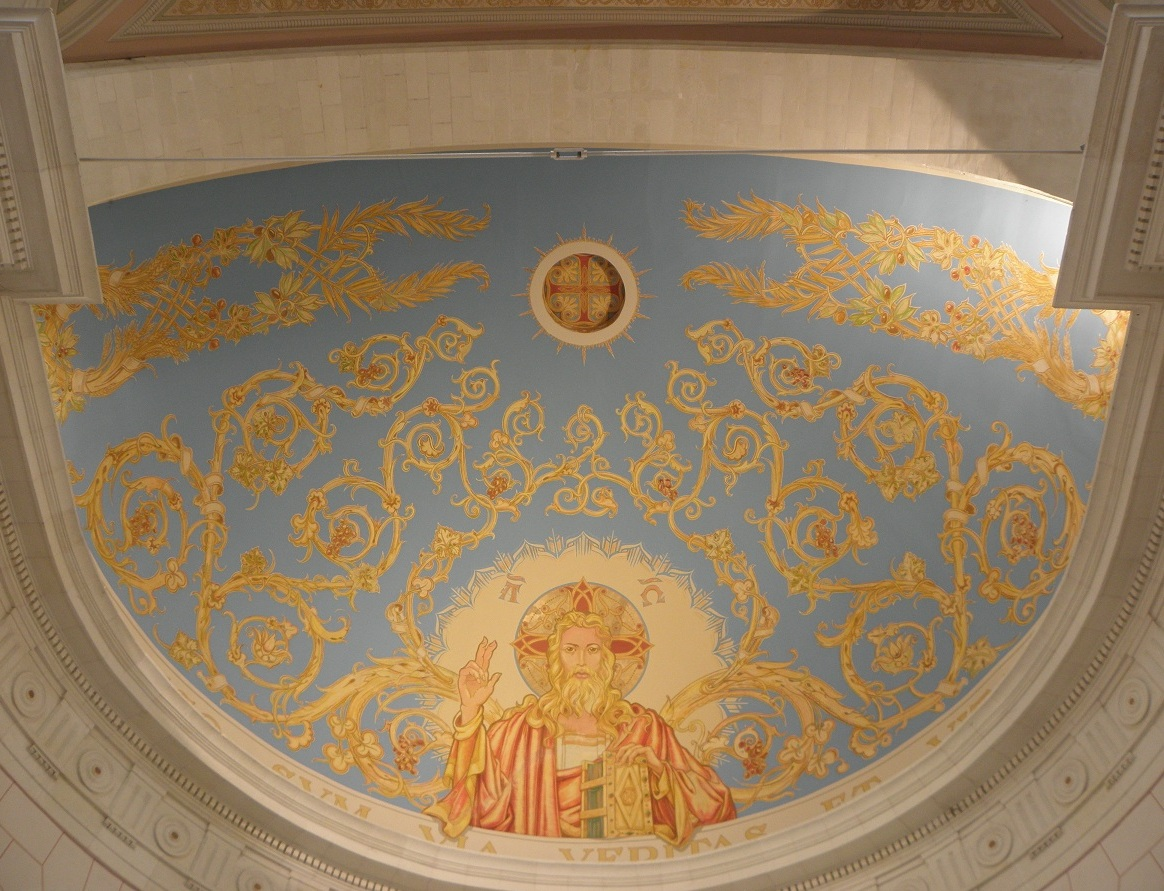
Fresque de l'abside.